# Kordofan del Nord
La wilaya o estat de Kordufan Septentrional o Kordofan del Nord —àrab: شمال كردفان, Xamāl Kurdufān; en anglès North Kurdufan— és una de les quinze wilayes o estats del Sudan. Té una superfície de 221.900 km² i una població de 2.920.992 km (2008). La capital és al-Ubayyid. És un territori àrid i desèrtic.

## Història
L'estat fou creat el 14 de febrer de 1994 amb una superfície de 185.302 km², per divisió de l'estat de Kordofan en tres estats. Després de l'acord de Pau Complert de 9 de gener de 2005, una part del Kordofan Occidental es va agregar a l'estat el 16 d'agost del 2005.

## Governadors
- 14 de febrer de 1994 - setembre de 1994 Mohammed al-Amu
- 1994 - 1997 al-Awad al-Hassan
- 1997 - 2000 Ibrahim as-Sanussi
- 2000 - 2001 Osman al-Hadi Ibrahim
- 2001 - 2003 al-Awad Mohammed al-Hasan
- 2003 - 2004 Ghulam ad-Din Uthman
- 2004 - 2005 al-Awad Mohammed al-Hasan (segona vegada)
- 2005 - 2009 Faisal Hassan Ibrahim
- 2009 -2010 Mohamed Ahmed Al-Tahir Abu-Kalabish
- 22 de gener de 2010 - 3 de maig de 2010 Mohamed Ali Mansour (interí)
- 2010 - Mutasim Mirghani Hussain Zaki Dean